# Iñigo Pírfano

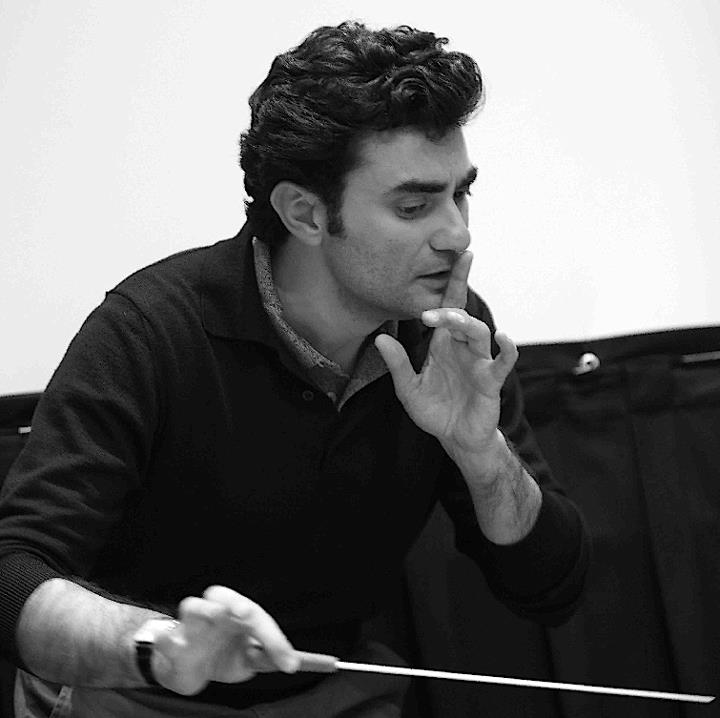
Iñigo Pirfano

Iñigo Pírfano (* 1973 in Bilbao, Spanien) ist ein spanischer Dirigent und Komponist.

## Lebenslauf

### Studium
Pírfano lernte Solfeggio, Klavier und Harmonielehre, während er sein Studium der Philosophie absolvierte, das er an der Universidad Complutense Madrid beendete. 1997 trat er in die Universität für Musik und darstellende Kunst 'Mozarteum' in Salzburg ein, wo er Orchester-, Chor- und Operndirigieren bei Karl Kamper studierte. Dort erwarb er sein Diplom in Musikleitung. Er vertiefte seine Studien bei Sir Colin Davis in Dresden und bei Karl-Heinz Bloemeke und Kurt Masur in Detmold.

### Dirigent
Im Juni 1998 dirigierte er das Sommerkonzert des Mozarteums auf Schloss Frohnburg, auf dem er nicht nur Werke von Strawinski und de Falla interpretierte, sondern auch Werke von jungen Komponisten des Seminars für neue Musik ebendieser Schule uraufführte.
Seine Tätigkeit als Orchesterdirigent führte ihn sowohl durch Österreich (Salzburg und Wien) und Deutschland als auch durch Spanien (Madrid, San Sebastián, Valencia und Bilbao), wo er verschiedene Orchester und Ensembles wie z. B. das Bilbao Symphonieorchester, Euskadi Symphoniorchester, Stettiner Philharmonie, Hamburger Symphoniker, Valencia Symphonieorchester, Navarra Symphonieorchester, Nationalsymphonieorchester von Kolumbien, Bratislava Symphonieorchester, Guayaquil Symphonieorchester, Nationalsymphonieorchester von Panama, Nationalsymphonieorchester von Peru u. a. leitete und mit Solisten von Format wie beispielsweise Ainhoa Arteta, Aquiles Machado, Aris Argiris, María José Montiel arbeitete. Im Jahr 2012 erhielt er den Preis „Young Leadership“ der Stiftung Rafael del Pino. 2014 startete er das internationale Projekt „A Kiss for all the World“, für das er den „Bravo-Preis“ 2017 in der Kategorie Musik erhielt.
Sein Repertoire umfasst sinfonische Musik, Choral und Oper, vom Barock bis zur zeitgenössischen Musik.

### Komponist
Im Jahr 1998 erhielt er den Auftrag, als Komponist den Soundtrack zum Spielfilm „El Sudor de los Ruiseñores“ zu komponieren, zu orchestrieren und zu dirigieren. Im Jahr 2004 bekam er den Auftrag, die offizielle Musik zum 400-jährigen Jubiläum 'Don Quijote de la Mancha 2005' zu komponieren.

## Schriften
- Ebrietas. El Poder de la Belleza. Encuentro, Madrid 2012
- Inteligencia Musical. Plataforma Editorial, Barcelona 2013
- Música para leer. Plataforma Editorial, Barcelona 2015